# Termes, Aude
Termes är en kommun i departementet Aude i regionen Occitanien  i södra Frankrike. Kommunen ligger  i kantonen Mouthoumet som ligger i arrondissementet Carcassonne. År 2022 hade Termes 49 invånare.

## Befolkningsutveckling
Antalet invånare i kommunen Termes
Referens: INSEE